# لويس برانديز
لويس برانديز، (بالإنجليزية: Louis Brandeis)، (وُلِد 13 نوفمبر، 1856 في لويفيل، كنتاكي - وتُوفيّ 5 أكتوبر، 1941 في واشنطن، الولايات المتحدة الأمريكية)، محامي وأستاذ جامعي وقاضي وسياسي أمريكي يهودي، كما أنّه من أبرز قادة الحركة الصهيونية أثناء الحرب العالمية الأولى وفترة ما قبل الحرب العالمية الثانية قدم جهوداً حثيثة حتى تدخل الولايات المتحدة الأمريكية للحرب العالمية الأولى وتُحارب فيها ضد الدولة العثمانية وألمانيا والنمسا، كان صديقاً مُقرباً للرئيس الأمريكي وودرو ويلسون وشديد التأثير عليه وساهم بشكل كبير في إقناعه حتى يدعم وعد بلفور والحركة الصهيونية وأحلامها في إنشاء دولة إسرائيل، كما أنّه هُوّ الداعم الأساسي لوودرو ويلسون أثناء حملته الانتخابية.

## سيرته
وُلِد 13 نوفمبر من عام 1856 في لويفيل بولاية كنتاكي الأمريكية باسم لويس ديفيد برانديز لأبوين مهاجرين مِن بوهيميا أصولهما تعود إلى ألمانيا وهم من اليهود الأشكناز ومن أتباع اليهودية الإصلاحية (وكانت أُمه من عائلة تتبع يعقوب فرانك (ملحوظة 1))، لم يتلقَ لويس أي تعليم ديني تقليدي إذ دخل مدرسة ألمانية في الولايات المتحدة ثم التحق بكلية الحقوق في جامعة هارفارد، وفي سن العشرين تخرج وأخذ أعلى معدل في تاريخ كلية الحقوق تلكم السنة. وقد حقق برانديز، شأنه شأن معظم الأسر الأمريكية اليهودية من أصل ألماني، معدلات عالية من الاندماج.
بعد ذلك استقر لويس في بوسطن حيثُ أسس مكتب محاماة وأصبح مُحامياً مُعروفاً بسبب عمله على قضايا اجتماعية وسياسية شائكة ومُثيرة للجدل، فأصبح شيئاً فشيئاً من أبرز المصلحين الاجتماعيين في الولايات المتحدة الأمريكية، فقد شن حرباً ضد الاحتكارات، وعمل من أجل تحديد ساعات عمل المرأة. وكان يرى ضرورة أن يكون النظام الرأسمالي مُكوَّناً من وحدات صغيرة متنافسة. وكان لويس يؤمن بأن القانون يجب ألا يكون أمراً ثابتاً أو نهائياً، وإنما يجب أن يُعاد تفسيره دائماً حسب الملابسات التاريخية. ولا يختلف فكره في الواقع كثيراً عن الفلسفة التي استند إليها برنامج «نيو ديل» الذي تم تطبيقه بعد عام 1933.
رُشِّح للوزارة عام 1914، ولكن ترشيحه رُفض لا بسبب يهوديته وإنما لأن بعض القوى المالية التي كانت لا توافق على آرائه المعادية للاحتكار كانت تخشى تعيينه. ألف كتاباً بيَّن فيه كيف أن المصالح المالية تتحكم في السياسة.
خلال تلك الفترات أصبح ناشطاً لصالح الحركة الصهيونية وتحديداً الصهيونية التوطينية (ملحوظة 2) فَصار يدعو لها ويستغل معارفه ومكانته لدى مشاهير السياسة الأمريكية حتى يقنعهم بأفكار الصهيونية من أجل أن يحصل الصهاينة على دعمهم، ويرجع اهتمام لويس بالصهيونية إلى خبرته في نيويورك حيثُ شهد بعض آثار الاستغلال الموجه ضد عمال النسيج من يهود اليديشية (ملحوظة 3)، وهو استغلال تتعرض له عادةً جماعات المهاجرين الذي يتحولون إلى عمالة رخيصة. ولكن يبدو أنَّ لويس تصوَّر أن معاداة اليهود لعبت دوراً في عملية الاستغلال هذه. كما التقى لويس بـ يعقوب دي هاس (ملحوظة 4) سكرتير ثيودور هرتزل الذي عرَّفه بالفكر الصهيوني.
وقد كان لويس من المؤمنين بأن هناك تماثلاً كاملاً بين المثل العليا الأمريكية والصهيونية وأن كلاً منهما يغذي الآخر، ولذا فلا يوجد مجـال لازدواج الولاء بالنسبة ليهود أمريكا إن تبنَّوا العقيدة الصهيونية. فمُثُل أمريكا على حد قوله هيّ نفسها مُثُل اليهود عبر تاريخهم. وكي يصبح الأمريكي اليهودي أكثر يهوديةً عليه أن يصبح صهيونياً. ومن ثم فعلى كل يهودي أمريكي أن يساعد المُستوطَن الصهيوني رغم أنه يعرف أنه لا هو ولا نسله سيعيشون هناك قط. وقد طالب لويس بإعادة صياغة فلسطين «أرض الأجداد» على حد زعمه لا باعتبارها مكاناً للاستيطان وإنما باعتبارها مركزاً تُشعُّ منه الروح اليهودية وتعطي اليهود المبعثرين في كل أنحاء العالم هذا الوحي الذي ينبع من ذكريات ماضٍ عظيم وأمل مستقبل عظيم. وببساطة شديدة، فإن كل هذه العبارات الرنانة تعني أن يهود أمريكا أمريكيون حققوا الاندماج في مجتمعهم وفي وطنهم القومي أما فلسطين فهي الوطن الأم الذي يساعدهم على الحفاظ على هويتهم ولكنهم لن يهاجروا إليه قط، فهذا أمر مقصور على اليهود الآخرين، ويعني عادةً يهود اليديشية.
انضم لويس برانديز للمنظمة الصهيونية عام 1912 في لحظةٍ حرجةٍ، إذ أن الحرب العالمية الأولى كانت قد همَّشت المنظمة في أوروبا تماماً فاضطلع صهاينة أمريكا بمهمة دعم المُستوطَن الصهيوني، وخصوصاً أن الولايات المتحدة بدأت تتبوأ مكان القيادة. فتم تنظيم لجنة تنفيذية مؤقتة لشئون الصهيونية العامة في الولايات المتحدة (1914 ـ 1918) وعُيِّن لويس برانديز رئيساً لها، غير أنّه رفض رئاسة المنظمة الصهيونية العالمية واكتفى بأن يكون رئيساً فخرياً لها في الفترة ما بين عام 1920 ـ 1921. وقد ساهم لويس برانديز في تحديد اتجاه عملية دعم وغوث المُستوطَن الصهيوني، كما ساهم في توسيع المنظمة الصهيونية وزار فلسطين بين عامي 1917 و1919. وترأس لويس برانديز الوفد الأمريكي في مؤتمر لندن الصهيوني عام 1920، وهو أول اجتماع للمنظمة الصهيونية بعد الحرب العالمية الأولى.
ساهمت اللجنة التنفيذية المؤقتة في إدارة المُستوطَن الصهيوني في فلسطين وفي إرسال العون للمستوطنين، وقامت البحرية الأمريكية أيضاً بالمساعدة في ذلك. وكان السفير الأمريكي في إسطنبول على اتصال دائم بالمُستوطَن الصهيوني بإيعاز من لويس برانديز. ويمكن القول بأنه حتى دخول الولايات المتحدة للحرب العالمية الأولى عام 1917 كانت اللجنة التنفيذية المؤقتة هي الدعامة الأساسية للمُستوطَن. وقد نجح لويس برانديز في الاحتفاظ بحياد المنظمة الصهيونية أثناء الحرب متبعاً في ذلك السياسة الأمريكية. وكانت قيادة الجماعة اليهودية في الولايات المتحدة آنذاك من أصل ألماني، ولذا كانت عواطفهم تتجه نحو ألمانيا وحاولوا دَفْع المنظمة نحو اتخاذ خط ممالئ للوطن الأصلي، ولكن برانديز نجح في وقف هذا الاتجاه. ولكن، مع انتصار الحلفاء، قرر لويس برانديز تعديل السياسة الصهيـونية واتصل بالرئيس الأمريكي وودرو ويلسون الذي عبَّر عن تعاطفه مع الصهيونية، ثم اتصل بالسفيرين الفرنسي والإنجليزي في واشنطن وعرض عليهما المشروع الصهيوني. وقد رتب الرئيس الأمريكي وودرو ويلسون لاجتماع بين آرثر جيمس بلفور ولويس برانديز. وفي هذه الآونة أيد لويس إنشاء الفيلق اليهودي. ولعب دوراً في حث الحكومة الأمريكية على قبول وعد بلفور وأيضًا ساهم في إقناع الرئيس وودرو ويلسون بإرسال الجيش الأمريكي إلى أوروبا حتى يُشارك في الحرب العالمية الأولى.
قام لويس برانديز بعد ذلك بإعداد ما يُسمَّى «برنامج بتسبرج» (1918) الذي دعا إلى الملكية العامة للأرض في فلسطين (لمنع السمسرة والمضاربة) وإلى الموارد الطبيعية والمرافق وإلى تشجيع الخطوات التعاونية في تطوير الزراعة والصناعة. وفي عام 1920، عشية مؤتمر سان ريمو الذي أعلن الوصاية البريطانية على فلسطين، نجح لويس في التأثير على الرئيس وودرو ويلسون لتعديل حدود فلسطين الشمالية بحيثُ اختلفت عن تلك التي نص عليها اتفاق سايكس بيكو.
في عام 1916 رشحه صديقه الرئيس الأمريكي وودرو ويلسون لعضوية المحكمة العليا للولايات المتحدة (وكانت هذه أول مرة يُرشَّح فيها يهودي لهذا المنصب). وقد أثار ترشيحه عاصفة، لا لأنه يهودي وإنما بسبب أفكاره الراديكالية. وقد تم تعيينه في نهاية الأمر ليظل في منصبه حتى تقاعد عام 1939.
عقد خطوبته على امرأة يهودية تُدعى أليس غولدمارك عام 1890 في مدينة نيويورك، وتزوجها في 23 مارس، 1891 في ذات المدينة، أنجب منها ابنة سمّاها سوزان عام 1893، وابنة أُخرى هيّ إليزابيث عام 1896.
سُميت بإسمه العديد من الجامعات والمؤسسات والمعاهد والجمعيات الخيرية والمدارس والقُرى في الولايات المتحدة الأمريكية وإسرائيل تكريماً له على نشاطاته القانونية ودعمه الكبير للصهيونية منها جامعة براندايز.

## وفاته
تُوفيّ 5 أكتوبر، 1941 في واشنطن، الولايات المتحدة الأمريكية بسبب أزمة قلبية.

## حياة العائلة
اعتُبر آل برانديز «عائلة مثقفة»، وحاولوا ألا يناقشوا العمل أو المال على العشاء، وفضلوا المواضيع المتعلقة بالتاريخ والسياسة أو تجاربهم اليومية. نشأ لويس جزئيًا على الثقافة الألمانية، فقرأ كتابات غوته وشيلر وقدرها، وكان ملحناه المفضلان هما بيتهوفن وشومان.

بالنسبة لمعتقداتهم الدينية، كان والداه يهوديين، ولكن أسرته الممتدة فقط كانت من تمارس شكلًا أكثر تحفظًا من اليهودية، أما والداه فقد اعتنقا الحركة الفرانكية المنشقة. احتفلوا بالأعياد المسيحية الرئيسية مع أفراد مجتمعهم، وعاملوا عيد الميلاد على أنه عطلة علمانية. ربى الوالدان ابناءهما ليكونوا «مثاليين نبلاء» عوضًا عن الاعتماد على الدين وحده لتشكيل أهدافهم وطموحاتهم. في السنوات اللاحقة، كتبت والدته، فريدريكا، عن هذه الفترة قائلة:
أؤمن أن الخير والحق والسلوك الإنساني والتضحية بالنفس من أجل أولئك المحتاجين هو ما يمكنه أن يجعل الله أقرب إلينا... أردت أن أمنح أطفالي الروح الأنقى والمثل العليا في الأخلاق والمحبة. لقد بارك الله في عملي.
وفقًا لكاتب السيرة مليفن أوروفسكي، تأثر برانديز بعمه لويس نفتالي ديمبيتز تأثرًا عظيمًا. مارس ديمبيتز الدين اليهودي بانتظام، على عكس باقي أفراد عائلة برانديز الممتدة، وكان منخرطًا للغاية في الأنشطة الصهيونية. غير برانديز اسمه الأوسط لاحقًا من ديفيد إلى ديمبيتز تكريمًا لعمه، وعبر تبنيه لنموذج عمه من النشاطية الاجتماعية، أصبح عضوًا نشطًا في الحركة الصهيونية في فترة لاحقة من حياته.
نشأ لويس في «أسرة مولعة بالكتب والموسيقى والسياسة، وربما يتجسد الأمر بأفضل صورة لدى عمه الموقر، لويس ديمبيتز، إذ كان رجلًا متعلمًا مهذبًا وعمل مبعوثًا في المؤتمر الجمهوري عام 1860، وهو المؤتمر نفسه الذي رشح أبراهام لينكولن لمنصب الرئاسة».
كان لويس تلميذا مجتهدًا في اللغات وغيرها من المواد الأساسية الأخرى في المدرسة وحصل على أعلى الدرجات أغلب الأحيان. تخرج برانديز من مدرسة لويسفيل مال الثانوية بسن الرابعة عشرة من عمره ونال أعلى درجات الشرف. منحته جامعة لويسفيل للمدارس العامة ميدالية ذهبية عن «تميزه في كل دراساته» حين في سن السادسة عشرو من عمره. تنبأ أدولف برانديز بحدوث انكماش اقتصادي ونقل عائلته إلى أوروبا عام 1872. بعد فترة من السفر، أمضى لويس عامين يدرس في كلية القديسة آنا في درسدن، ألمانيا، حيث أثبت تفوقه. في وقت لاحق، عزا قدرته على التفكير النقدي ورغبته في دراسة القانون في الولايات المتحدة إلى الوقت الذي أمضاه في ألمانيا.

## مُلاحظات
- ملحوظة 1: يعقوب فرانك هُوّ زعيم ديني يهودي عاش في القرن الثامن عشر الميلادي وقد ادعى أنّه خليفة لشبتاي تسفي الذي ادعى أنّه المسيح المنتظر لليهود، وقد زاد يعقوب فرانك في نشر عقيدة شبتاي تسفي التي تقول بإن «الخلاص والنجاة تكون من خلال الخطيئة والذنوب» لذا فلا بد أن تنتشر الشرور والذنوب والخطايا ويتم عصيان أوامر وشريعة الله وأن تنتشر الفوضى الخلاقة والظلم والزنا وشرب الخمور والسحاق واللواط وكافة المحرمات والراذئل، كُلّ هذا حتى يعود المسيح شبتاي تسفي إلى الحياة حتى يحكم العالم وينتقم من أعداء اليهود.[3]
- ملحوظة 2: الصهيونية التوطينية هو مُصطلح يُشير إلى أولئك الذين يؤمنون بأن الصيغة الصهيونية الأساسية (نَقْل بعض أو كل يهود أوروبا خارجها) تنطبق على يهودي أو صهيوني آخر ولا تنطبق عليه هو شخصياً. وتقف صهيونية مثل هذا الصهيوني عند حد الدعم المالي والسياسي للمشروع الاستيطاني دون الهجرة إلى فلسطين بنفسه، أي أنه يتخلى عن التطبيق الفعلي لأحد أهم جوانب الصهيونية (الاستيطانية) دون التخلي عن تأييده ودعمه. ولذا، فإن الصهيونية التوطينية هي أهم أشكال التملص اليهودي من الصهيونية، وهذه الحركة ينتمي إليها الكثير من أثرياء وأصحاب النفوذ من اليهود الذين لم يذهبوا قط إلى فلسطين إذ يكتفون بدعم إسرائيل سياسياً واقتصادياً وإعلامياً واجتماعياً، كثير من يهود العالم يدعمون إسرائيل بهذه الطريقة رغم إدعائهم بغير ذلك.
- ملحوظة 3: يهود اليديشية أو يهود شرق أوروبا هُم يهود بولندا الذين كانوا يتحدثون اللغة اليديشية (رطانة ألمانية دخلت عليها كلمات سلافية وعبرية). ثم ضمت روسيا قطاعات منهم حين ضمت أجزاء من بولندا في أواخر القرن الثامن عشر. وقد حدث بينهم انفجار سكاني فأصبحوا أكبر جماعة يهودية في العالم (وعبر التاريخ) وهاجرت أعداد كبيرة منهم إلى إنجلترا وفرنسا والولايات المتحدة وغيرها من بلاد العالم الغربي. وثمة نظرية تذهب إلى أن معظم (إن لم يكن كل) يهود العالم الغربي في العصر الحديث هم من نسل يهود اليديشية (باعتبار أنَّ اليهود الأصليين في إنجلترا وفرنسا قد تم دمجـهم وصهرهم في مجتمعاتهم).
- ملحوظة 4: يعقوب دي هاس هُوّ صحفي وزعيم صهيوني بريطاني يتبع حركة الحاسيديم وكان سكرتيراً لمؤسس الصهيونية الحديثة ثيودور هرتزل.

### كتب
- Jack Grennan, Brandeis & Frankfurter: A Dual Biography (N.Y.: Harper & Row, 1984)
- Gerald Berk, Louis Brandeis and the Making of Regulated Competition, 1900-1932 (Cambridge University Press, 2009)
- Alexander M. Bickel, The Unpublished Opinions of Mr. Justice Brandeis (Harvard University Press, 1957)
- Robert A. Burt, Two Jewish Justices: Outcasts in the Promised Land (Berkeley, CA: University of California Press, 1988)
- Nelson L. Dawson, editor, Brandeis and America (Lexington, KY: University Press of Kentucky, 1989)
- Jacob DeHaas, Louis D. Brandeis, A Biographical Sketch (Blach, 1929)
- Felix Frankfurter, editor, Mr. Justice Brandeis (New Haven, CT: مطبعة جامعة ييل, 1932)
- Ben Halpern, A Clash of Heroes: Brandeis, Weizman, and American Zionism (New York, N. Y.: Oxford University Press, 1986)
- Samuel J. Konefsky, The Legacy of Holmes & Brandeis: A Study in the Influence of Ideas (N.Y.: Macmillan 1956)
- Alfred Lief, editor, The Social & Economic Views of Mr. Justice Brandeis (New York, N.Y.: The Vanguard Press, 1930)
- Jacob Rader Marcus, Louis Brandeis (Twayne Publishing, 1997)
- Alpheus Thomas Mason, Brandeis: A Free Man's Life (N.Y.: The Viking Press, 1946)
- Alpheus Thomas Mason, Brandeis & The Modern State (Princeton University Press, 1933)
- Thomas McCraw, Prophets of Regulation: Charles Francis Adams, Louis D. Brandeis, James M. Landis, Alfred E. Kahn (Cambridge, MA: Harvard University Press, 1984)
- Ray M. Mersky, Louis Dembitz Brandeis 1856-1941: Bibliography (Fred B Rothman & Co; reprint ed., 1958)
- Bruce Allen Murphy, The Brandeis/Frankfurter Connection: The Secret Activities of Two Supreme Court Justices (N.Y.: Oxford University Press, 1982)
- Lewis J. Paper, Brandeis: An Intimate Biography of one of America's Truly Great Supreme Court Justices (Englewood Cliffs, N.J.: Prentice-Hall, 1983)
- Catherine Owens Peare, The Louis D. Brandeis Story (Ty Crowell Co., 1970)
- Edward A. Purcell, Jr., Brandeis and the Progressive Constitution: Erie, the Judicial Power, and the Politics of the Federal Courts in Twentieth-Century America (New Haven: Yale University Press, 2000)
- Philippa Strum, Brandeis: Beyond Progressivism (Lawrence, KS: University Press of Kansas, 1993)
- Philippa Strum, editor, Brandeis on Democracy (Lawrence, KS: University Press of Kansas, 1995)
- Philippa Strum, Louis D. Brandeis: Justice for the People (Cambridge, Mass.: Harvard University Press, 1988)
- A.L. Todd, Justice on Trial: The Case of Louis D. Brandeis (New York, N.Y: McGraw-Hill, 1964)
- Melvin I. Urofsky, A Mind of One Piece: Brandeis and American Reform (New York, N.Y., أبناء تشارلز سكرايبنر  [لغات أخرى]‏, 1971)
- Melvin I. Urofsky, Louis D. Brandeis, American Zionist (Jewish Historical Society of Greater Washington, 1992) (monograph)
- Melvin I. Urofsky, Louis D. Brandeis & the Progressive Tradition (Boston, MA: Little, Brown & Co., 1981)
- Melvin I. Urofsky, Louis D. Brandeis: A Life (Pantheon, 2009)
- Nancy Woloch, Muller v. Oregon: A Brief History with Documents (Boston, MA: Bedford Books, 1996)

## وصلات خارجية
- لويس برانديز على موقع الموسوعة البريطانية (الإنجليزية)
- لويس برانديز على موقع إن إن دي بي (الإنجليزية)